# Sweet Sorrow
Sweet Sorrowは韓国の男性コーラスグループである。

## 経歴
延世(ヨンセ)大学校の男声合唱団「グリークラブ」から8人組のアカペラチーム「Wackers」を結成。主メンバー4人が集まって2002年に活動を開始。
2005年11月にアルバム『Sweet Sorrow』でデビュー。
一部の曲を除き作詞・作曲は自分達で行う。
Sweet Sorrowは「甘い悲しさ」という意味を持つが、『すべての状況は多面性を持っているのに悲しさと嬉しさは分離することができないという。将来を模索する過程でいつも成功をすることはできなかったけれど、それでも当時の悲しさと辛さが僕たちをあるようにしたという気がした。』という理由で名づけた。
2004年 第16回 ユ・ジェハ音楽コンテスト(제16회 유재하 음악 경연대회 대상) 大賞
2006年 第16回 ソウル歌謡大賞 OST賞 (제16회 서울가요대상 OST상)
2008年 映画『ストーリーオブワイン』で俳優デビュー。

## メンバー

### イン・ホジン(인호진)
- 生年月日：1975年 9月 19日
- 出身校：延世大学 化学工学科
- 血液型：A型

### ソン・ウジン(송우진)
- 生年月日：1977年4月7日
- 出身校：延世大学 情報産業工学科
- 血液型：A型

### キム・ヨンウ(김영우)
- 生年月日：1978年 1月 18日
- 出身校：延世大学 大学院 英文科
- 血液型：A型

### ソン・ジンファン(성진환)
- 生年月日：1981年 1月 13日
- 出身校：延世大学　経済学科
- 血液型：A型

## 作品

### アルバム
- 1集 Sweet Sorrow (2005年11月16日)

```
 1.Intro
 2.Sweet Sorrow
 3.어디에
 4.Sunshine
 5.Chance(그의 변명)
 6.Life Style
 7.Sweet Sorrow part 2(Interlude)
 8.드라이브
 9.내 맘대로
10.2407
11.다시는 없다
12.어떤 오후
13.Sanu(사랑느낌#3)
```

- 2集 SweeticS (2008年2月25日)

```
 1.그대가 있어서
 2.사랑해
 3.멀어져
 4.스노클링(Snorkeling)
 5.예뻐요
 6.애써
 7.Lost
 8.부딪쳐!
 9.내 님은 어디에
10.Hey,Buddy
```

- 2.5集 Songs (2009年3月16日)

```
 1. 노래야 
 2. So Cool 
 3. 그대에게 하는 말 
 4. 아픈 만큼 자라요 - Solo. 인호진 
 5. 사랑이란 
 6. GRB 080913 (Feat. 연진) - Solo. 성진환 
 7. 악몽 - Solo. 송우진 
 8. 거북이라도 - Solo. 김영우 
 9. You (대단한 우연) 
10. 다시 겨울 
11. 사랑 같은 건 
12. 간지럽게
```

- 3集 VIVA (2012年1月31日)

```
 1.Enjoy Your Harmony
 2.VIVA! (feat. 이소라)
 3.첫 데이트
 4.나랑 같이 해줄래
 5.노래할게 (feat. 루시드 폴)
 6.Dear
 7.Interlude
 8.모험가
 9.다크서클 (feat. 박명수)
10.그래, 안녕.
11.Good Night
12.VIVA! Reprise
13.좋겠다 (feat. 오지은, 정준일, Peppertones) - Bonus Track
```

### シングル
- Sweet Sorrow 3 Single Part 1 (2011年11月24日)

```
1.첫 데이트
2.dear
```

- Sweet Sorrow 3 Single Part 2 (2011年12月13日)

```
1.나랑 같이 해줄래
2.Good Night
```

### デジタルシングル
・사랑 같은 건(映画『愛なんていらない』PV)
・간지럽게
(2006.9)
・YOU(대단한 우연)(東京/토교MV)
・다시 겨울
(2008.9)

### OST
「恋愛時代」(2006.05)
　・아무리 생각해도 난 너를
「Mr.ロビンの口説き方」(2006.12)
　・당당한 그녀가 아름답다
「銭の戦争」(2007.06)
　・simple life
　・알 수 없는 일
「不良カップル」(2007.7)
　・사랑 한단 말이야
　・내 채쭉에 내가 맞었소(인호진,송우진)